# Маджи, Карло Мария

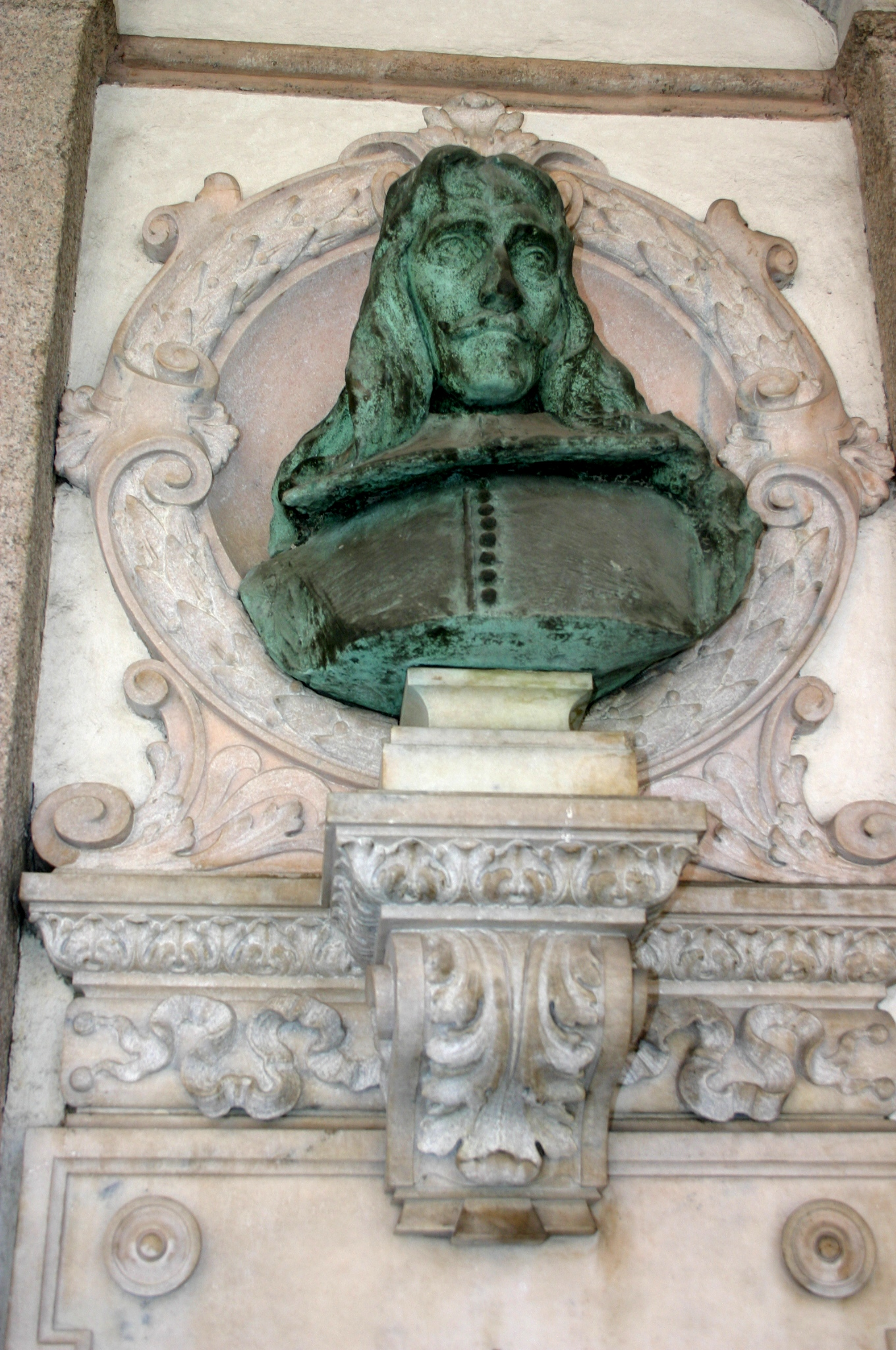
Бюст Карло М. Маджи в Милане

Карло Мария Маджи (итал. Carlo Maria Maggi; 3 мая 1630, Милан — 22 апреля 1699, Милан) — итальянский поэт, прозаик, драматург, комедиограф. Педагог, профессор латинского и греческого языков, ректор.
Считается отцом миланской литературы раннего нового времени .
С 1664 занимал профессорскую кафедру в Миланском университете, позже был профессором и ректором университета Павии.

## Биография
Родился в древней миланской семье, торговцев одеждой и тканями.
В 17-летнем возрасте поступил на юридический факультет университета Болоньи, в 1649 году получил научную степень в области гражданского и канонического права.
Совершил длительные поездки в Рим, Флоренцию, Неаполь и Венецию. Работал  в качестве секретаря сената.
Был одним из первых членов академии «Аркадия» в 1690 году, членом академии делла Круска.

## Творчество
Свои произведения писал на миланском диалекте западноломбардского языка.
Перу К. М. Маджи принадлежит множество бурлескных стихов, музыкальных мелодрам, религиозно-дидактических пьес, а также комедий на миланском диалекте («Советы Менегино», «Барон Бербанца»). Автор
замечательных произведений театрального жанра комедии масок.
Сочинения К. М. Маджи оказали влияние и стали основным источником вдохновения для будущих миланских поэтов, таких как, Карло Порта и Джузеппе Парини.

## Избранные комедии

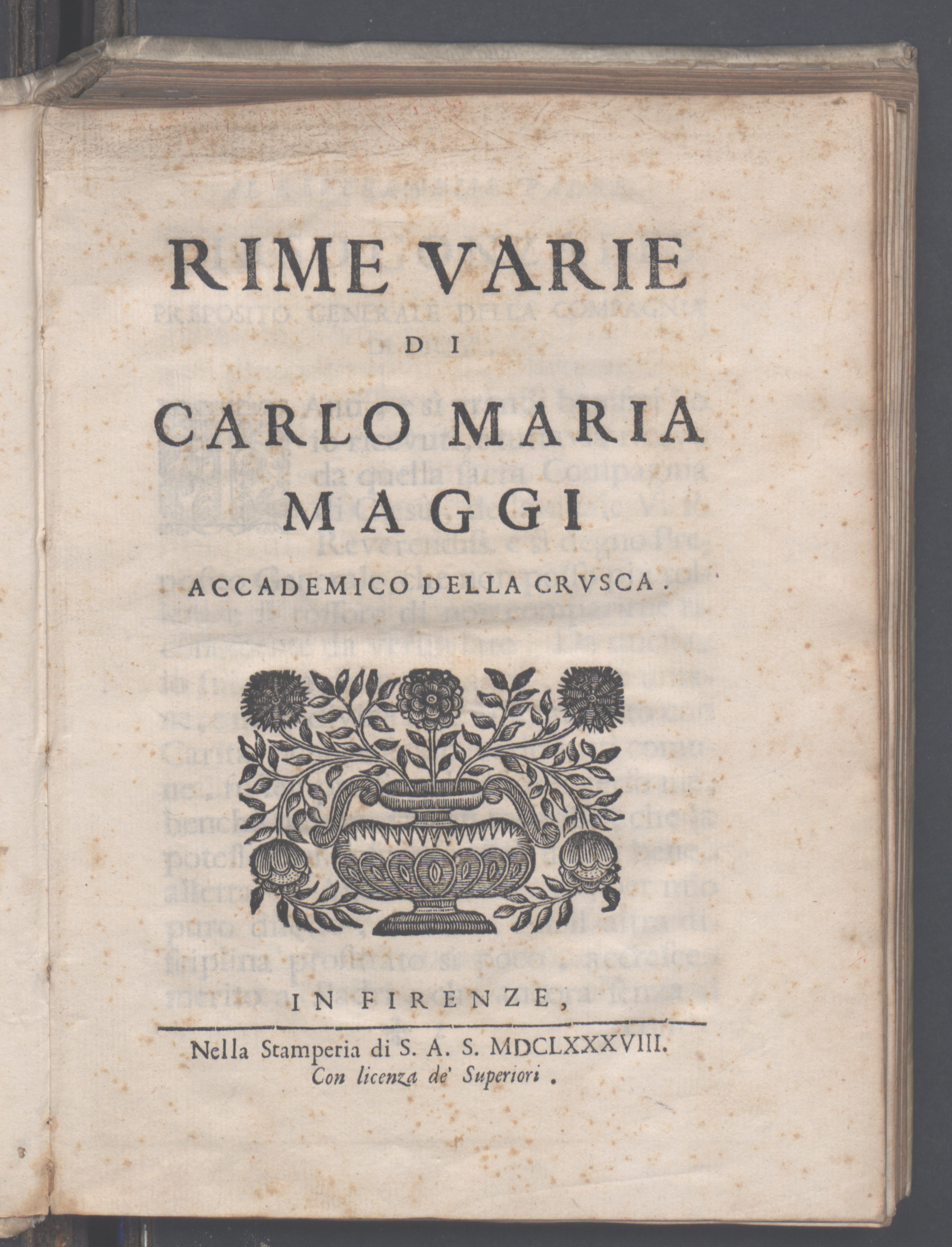
Rime varie, 1688

- Rime varie (1688)
- Il manco male (1695)
- Il Barone di Birbanza (1696)
- Сonsigli di Meneghino (1697)
- Il falso filosofo (1698)
- Concorso de' Meneghini (1699)